# Piero Ignazi

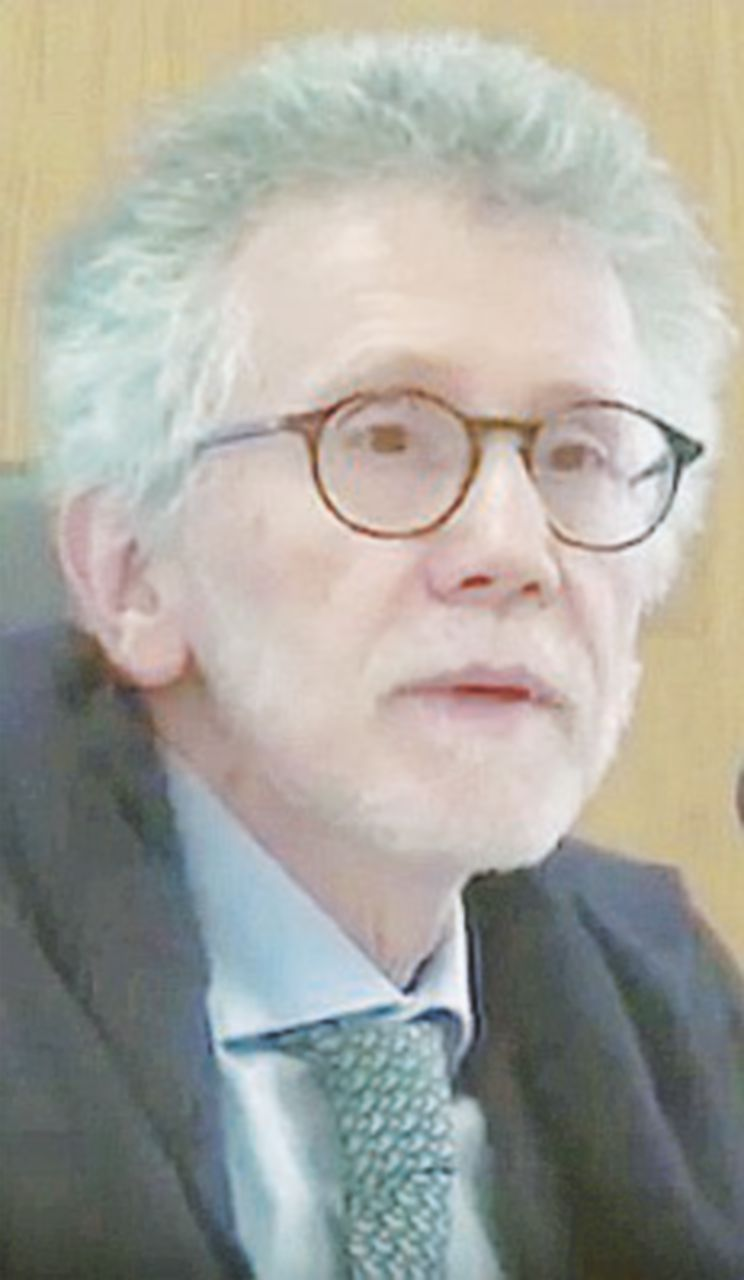
Piero Ignazi

Piero Ignazi (* 1951) ist ein italienischer Politikwissenschaftler.
Ignazi studierte bis 1974 Politikwissenschaften an der Universität Bologna sowie von 1976 bis 1978 am Department of Political and Social Science des Europäischen Hochschulinstituts in Florenz und 1978/79 gefördert durch die Fulbright-Hays Foundation am Department of Political Science des MIT in Cambridge (MA). Danach lehrte er in Bologna und Rende. 2000 wurde er ordentlicher Professor für Vergleichende Politikwissenschaft an der politikwissenschaftlichen Fakultät der Universität Bologna.
Gastprofessuren und Fellowships führten ihn nach Tunesien, Frankreich, Deutschland, Italien, Kanada, in das Vereinigte Königreich und in den USA. Er ist seit 2004 Mitglied der Direktion (von 2009 bis 2011 Direktor) der sozialwissenschaftlichen Zeitschrift Il Mulino und seit 2001 Mitglied des Redaktionsvorstands der durch die Società Italiana di Scienza Politica herausgegebenen Zeitschrift Rivista Italiana di Scienza Politica. Von 2003 bis 2011 war er Mitglied des Editorial Board der International Political Science Review.
Seit 2006 ist er Chairman des Research Committee Nr. 6 (Politische Soziologie) der International Political Science Association und Nr. 18 (Politische Soziologie) der International Sociological Association.
Ignazis Aufsatz „Die stille Gegenrevolution“, in dem er bereits 1992 den Aufstieg der „Neuen Rechten“ als kulturelles Phänomen analysierte, gilt als wegweisend in der Forschung zu rechten Parteien.

## Schriften (Auswahl)
- The silent counter‐revolution. Hypotheses on the emergence of extreme right‐wing parties in Europe, in: European Journal of Political Research 22 (1992), S. 3–34.
- The Re-emergence of the Extreme Right in Europe (Institut für Höhere Studien, Reihe Politikwissenschaft 21). 1995 Online
- 1994: Postfascisti?
- 1998: The Organization of Political Parties in Southern Europe (hrsg. mit Colette Ysmal)
- 2003: Extreme Right Parties In Western Europe
- 2004: Il Parlamento europeo (mit Bardi Luciano)
- 2005: Political Parties and Political Systems (hrsg. mit Andrea Römmele und David M. Farrell)
- 2008: Partiti politici in Italia
- 2012: Italian Military Operations Abroad (mit Giampiero Giacomello und Fabrizio Coticchia)
- 2013: Il triangolo rotto (mit Fabrizio Barca)
- 2014: Vent’anni dopo